# Too Much Realism
Too Much Realism è un cortometraggio del 1911 diretto da Pat Hartigan. Fu prodotto dalla Kalem Company e interpretato da Ruth Roland.

## Trama
Trama su Stanford.edu

## Produzione
Il film, prodotto dalla Kalem Company, fu girato in California, a Santa Monica.

## Distribuzione
Distribuito dalla General Film Company, il film -  un cortometraggio in una bobina - uscì nelle sale l'8 dicembre 1911.